# میدلبری (ورمانت)
میدلبری، ورمانت (به انگلیسی: Middlebury) یک منطقهٔ مسکونی در ایالات متحده آمریکا است که در شهرستان آدیسون، ورمانت واقع شده‌است.

## خصوصیات
میدلبری ۱۰۱٫۶ کیلومترمربع مساحت و ۸٬۴۹۶ نفر جمعیت دارد و ۱۳۰ متر بالاتر از سطح دریا واقع شده‌است.